# Festival des 3 Continents 2007
Le Festival des 3 Continents 2007, 29e édition du festival, s'est déroulé du 20 novembre 2007 au 27 novembre 2007.

## Jury
- Pierre Barouh : auteur-compositeur-interprète français
- Radu Mihaileanu : réalisateur et scénariste français
- Albert Serra : réalisateur espagnol
- Anne Villacèque : réalisatrice française
- Tanguy Viel : écrivain français
- Pia Marais : réalisateur français

## Sélection

### En compétition[1]
| Titre                                                | Réalisation          | Pays           |
| ---------------------------------------------------- | -------------------- | -------------- |
| Bunny Chow (Bunny Chow Know Thyself)                 | John Barker          | Afrique du Sud |
| Les vies possibles (Las vidas possibles)             | Sandra Gugliotta     | Argentine      |
| Copacabana                                           | Martín Rejtman       | Argentine      |
| Crime et Châtiment (罪与罚, Zuì yǔ fá)               | Zhao Liang           | Chine          |
| Histoire d’hiver                                     | Zhu Chang-ming       | Chine          |
| Souvenir (천년학, Cheon nyeon hak)                   | Im Kwon-taek         | Corée du Sud   |
| Quatre femmes (നാല് പെണ്ണുങ്ങള്‍)                             | Adoor Gopalakrishnan | Inde           |
| 10+4                                                 | Mania Akbari         | Iran           |
| Campaign                                             | Kazuhiro Soda        | Japon          |
| Chouga                                               | Darezhan Omirbaev    | Kazakhstan     |
| Village People Radio Show (Apa Khabar Orang Kampung) | Amir Muhammad        | Malaisie       |
| Les jardins de Samira (Süt)                          | Latif Lahlou         | Maroc          |
| Pièces detachées (Partes usadas)                     | Aaron Fernendez      | Mexique        |
| Endo                                                 | Jade Francis Castro  | Philippines    |
| Aide-moi Eros (幫幫我，愛神, bāng bāng wǒ, ài shén)  | Lee Kang-sheng       | Taïwan         |
| Junun (جنون)                                         | Fadhel Jaïbi         | Tunisie        |

### Autres programmations[2]
- Rétrospective Nagisa Ōshima
- Hommage à Mario Soffici
- Hommage à Akram Zaatari
- Cinéma pakistanais

## Palmarès[2]
- Montgolfière d'or : Crime et Châtiment (罪与罚, Zuì yǔ fá) de Zhao Liang
- Montgolfière d'argent : Bunny Chow (Bunny Chow Know Thyself) de John Barker
- Prix spécial du jury : Chouga de Darezhan Omirbaev
- Prix Nouveau Regard : Junun  (جنون) de Fadhel Jaïbi
- Prix d’interprétation féminine : Oh Jung-hae  dans Souvenir
- Prix d’interprétation masculine : tous les acteurs de Bunny Chow
- Prix du Jury Jeune : 10+4 de Mania Akbari
- Prix du public : Junun  (جنون) de Fadhel Jaïbi